# Aleksis Kivi
(Aleksis Kivi, I sette fratelli, 1870)
Aleksis Stenvall, comunemente conosciuto come Aleksis Kivi (Nurmijärvi, 10 ottobre 1834 – Tuusula, 31 dicembre 1872), è stato uno scrittore e drammaturgo finlandese, il primo autore a scrivere un romanzo in lingua finlandese, Sette fratelli (Seitsemän veljestä).

## Biografia
,,Nasce a Nurmijärvi, nel sud della Finlandia, figlio di Eerik Stenvall, il sarto del villaggio, e Annastiina Hamberg, figlia di un fabbro, donna sensibile e religiosa, la cui figura si riflette nelle madri descritte da Kivi nelle proprie opere.
Nel 1846 lascia il paese natale per frequentare la scuola ad Helsinki. Gli anni di scuola sono durissimi per il giovane Aleksis, dato che i genitori non hanno i mezzi per garantirgli il minimo indispensabile. Per questo motivo, quattro anni più tardi abbandona la scuola per diplomarsi privatamente. È proprio in questi anni che Kivi matura l'idea che la lingua e la cultura finnica debbano prevalere nel paese a discapito dello svedese, retaggio dell'appartenenza della Finlandia alla Svezia sino al 1809. Durante il periodo scolastico Kivi scrive brevi racconti in finnico, incoraggiato da alcune delle più eminenti personalità intellettuali del Paese, fra i quali il poeta Fredrik Cygnaeus ed il filosofo e uomo politico Johan Vilhelm Snellman.
Diplomatosi, nel 1859 viene accettata la sua iscrizione all'università locale dove studia letteratura fino al 1865, seguendo, più o meno regolarmente, lezioni sulla storia, sulla cultura e sulla lingua finnica, e studiando il Kalevala, l'epopea nazionale finlandese basata sulla poesia popolare finno-careliana. Durante il periodo universitario si dedica inoltre alla lettura dei grandi classici della letteratura, in traduzioni svedesi. Si appassiona ad Omero, Ossian, Dante, Shakespeare, Cervantes, Holberg, e soprattutto a Schiller e alla sua opera I masnadieri. Sempre in quegli anni volge il proprio interesse verso il teatro. La sua prima opera teatrale è Kullervo, ispirata ad un tragico episodio contenuto nel Kalevala.
Nel 1863 Kivi si trasferisce in campagna, a Siuntio, in un territorio linguisticamente svedese. Qui Kivi vive in armonia e libertà, ospite di Charlotta Lönnqvist, una donna più anziana di lui che lo supporta economicamente e con la quale probabilmente intreccia una relazione amorosa. In questo periodo Kivi si dedica intensamente alla scrittura, realizzando dodici opere teatrali e una raccolta di poesie. La stesura del romanzo Sette fratelli gli richiede dieci anni di lavoro. I critici letterari, con in testa il famoso August Ahlqvist, accolgono male il libro, ufficialmente a causa della sua durezza - in quell'epoca lo stile romantico è all'apice del suo successo - ma probabilmente anche perché è scritto nel dialetto finlandese della zona sud-occidentale del paese, mentre Ahlqvist predilige i dialetti della zona nord-orientale. Anche gli appartenenti al movimento dei Fennoman (movimento politico nazionalista finlandese) criticano il suo lavoro perché descrive un mondo rurale tutt'altro che virtuoso e lontano da quello da loro idealizzato e teorizzato. Anche il fatto che Kivi sia un forte bevitore contribuisce ad alienargli le simpatie di alcuni.
Nel 1865 lo scrittore vince un Premio di Stato per la sua commedia Nummisuutarit. Tuttavia, la cattiva accoglienza che i suoi libri continuano a ricevere, ha un riflesso molto negativo su Kivi, che cade pesantemente in preda all'alcolismo. La sua mecenate Charlotta Lönnqvist dopo il decennio del 1860 non è più in grado di aiutarlo. Il deterioramento delle sue condizioni fisiche e lo svilupparsi di una forma di schizofrenia (che si sospetta conseguenza della malattia di Lyme) prendono il sopravvento e portano alla morte Kivi all'età di soli trentotto anni.

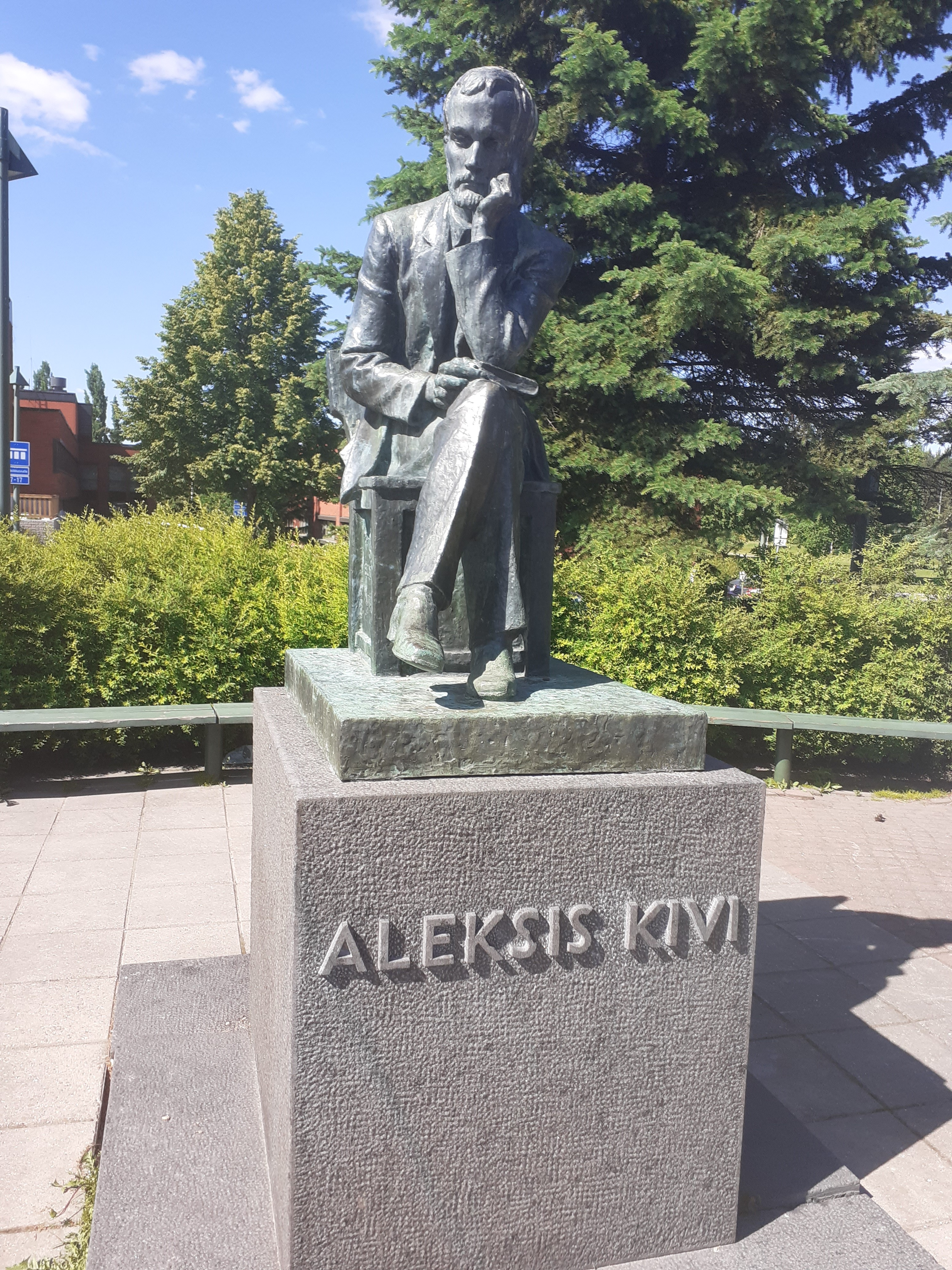
Una statua di Aleksis Kivi a Nurmijärvi

## Curiosità
- Nel 1995/1996 il compositore finlandese Einojuhani Rautavaara ha scritto un'opera lirica ispirata alla vita ed agli scritti di Kivi.
- Nel 2002 è approdato sugli schermi finlandesi un film del regista Jari Halonen intitolato Aleksis Kiven elämä (La vita di Aleksis Kivi).

## Riferimenti bibliografici
- I sette fratelli, di Kivi A., UTET, 1984 (introduzione sulla vita e le opere dell'autore di Marjatta Vilkamaa, pagg. III-X).